# Itambacuri
Itambacuri là một đô thị thuộc bang Minas Gerais, Brasil. Đô thị này có diện tích 1418,619 km², dân số năm 2007 là 23338 người, mật độ 16,7 người/km².